# Celeron (serie xxx)
Con il marchio Celeron (serie xxx) Intel indica la prima generazione di processori destinati alla fascia più economica del mercato e basati sull'architettura Intel Core Microarchitecture, successiva alla NetBurst, arrivata sul mercato il 3 giugno 2007 come successori del Celeron D che era invece basato sui core Prescott-V e Cedar Mill.

## Vecchio nome, nuove CPU
Il processor number di 3 cifre abbinato all'ormai storico marchio Celeron è servito ad Intel per differenziare queste nuove soluzioni da quelle Celeron originali. Il marchio Celeron infatti, è nato nel lontano 1998 ed è stato utilizzato ininterrottamente fino al 2003 passando attraverso continue evoluzioni e architetture identificate soprattutto dalla frequenza di funzionamento e dal nome in codice (Covington, Mendocino, Coppermine-128, Tualatin, Willamette, Northwood).
Successivamente, con l'arrivo dei primi processori Pentium 4 Prescott, Intel decise di cambiare nome al Celeron originale chiamandolo Celeron D (basato sul core Prescott-V) allo scopo, probabilmente, di rendere maggiormente evidente al pubblico la novità dell'architettura. Due anni più tardi il Celeron D è passato al core Cedar Mill, l'ultimo ancora basato sull'architettura NetBurst introdotta con il Pentium 4.
Probabilmente per lo stesso motivo che portò all'invenzione del nome Celeron D, a fine 2006 Intel ha deciso di variare nuovamente il nome del processore destinato alla fascia economica, ritornando al nome originale, aggiungendo però il "processor number" in modo che il pubblico possa facilmente distinguere le nuove soluzioni da quelle originali.

## Caratteristiche tecniche
La CPU Celeron della serie 4xx è basata sul core Conroe-L già utilizzato anche per i Pentium Dual Core, anch'essi basati (a dispetto del nome) sulla nuova architettura "Core".
Nel caso dei Celeron 4xx viene però utilizzata una versione single core di Conroe-L (che nativamente sarebbe dual core) sempre costruita a 65 nm ma con cache L2 dimezzata, 512 KB; il bus è diventato quello a 800 MHz e questo implica che anche le soluzioni Celeron abbandoneranno progressivamente quello a 533 MHz. Il socket è rimasto invece l'ormai storico 775, utilizzato per tutti i processori della fascia desktop a partire dal Pentium 4 Prescott e il consumo massimo non supera i 35 W, quasi la metà del predecessore Celeron D Cedar Mill (65 W).
Il core Conroe-L, derivando dal core Conroe, eredita le tecnologie MMX, SSE, SSE2, SSE3, EM64T e XD-bit. Non è invece supportata la tecnologia di virtualizzazione Vanderpool e, nel caso delle varianti di Conroe-L destinate a diventare Celeron 4xx, nemmeno la SpeedStep per il risparmio energetico, sebbene questa sia presente nella varianti Pentium Dual Core.

## Prezzi delle varie versioni di Celeron 4xx
Di seguito i primi modelli arrivati sul mercato:
- Celeron 440 - 59 $
- Celeron 430 - 49 $
- Celeron 420 - 39 $

A settembre 2008 è arrivato anche un modello più potente:
- Celeron 450 - 53 $

## Modelli
La tabella seguente mostra i modelli di Celeron (serie xxx) arrivati sul mercato. Molti di questi condividono caratteristiche comuni pur essendo basati su diversi core; per questo motivo, allo scopo di rendere maggiormente evidente tali affinità e "alleggerire" la visualizzazione alcune colonne mostrano un valore comune a più righe. Di seguito anche una legenda dei termini (alcuni abbreviati) usati per l'intestazione delle colonne:
- Nome Commerciale: si intende il nome con cui è stato immesso in commercio quel particolare esemplare.
- Data: si intende la data di immissione sul mercato di quel particolare esemplare.
- Socket: lo zoccolo della scheda madre in cui viene inserito il processore. In questo caso il numero rappresenta oltre al nome anche il numero dei pin di contatto.
- N°Core: si intende il numero di core montati sul package: 1 se "single core" o 2 se "dual core".
- Clock: la frequenza di funzionamento del processore.
- Molt.: sta per "Moltiplicatore" ovvero il fattore di moltiplicazione per il quale bisogna moltiplicare la frequenza di bus per ottenere la frequenza del processore.
- Pr.Prod.: sta per "Processo produttivo" e indica tipicamente la dimensione dei gate dei transistors (180 nm, 130 nm, 90 nm) e il numero di transistor integrati nel processore espresso in milioni.
- Voltag.: sta per "Voltaggio" e indica la tensione di alimentazione del processore.
- Watt: si intende il consumo massimo di quel particolare esemplare.
- Bus: frequenza del bus di sistema.
- Cache: dimensione delle cache di 1º e 2º livello.
- XD: sta per "XD-bit" e indica l'implementazione della tecnologia di sicurezza che evita l'esecuzione di codice malevolo sul computer.
- 64: sta per "EM64T" e indica l'implementazione della tecnologia a 64 bit di Intel.
- HT: sta per "Hyper-Threading" e indica l'implementazione della esclusiva tecnologia Intel che consente al sistema operativo di vedere 2 core logici.
- ST: sta per "SpeedStep Technology" ovvero la tecnologia di risparmio energetico sviluppata da Intel e inserita negli ultimi Pentium 4 Prescott serie 6xx per contenere il consumo massimo.
- VT: sta per "Vanderpool Technology", la tecnologia di virtualizzazione che rende possibile l'esecuzione simultanea di più sistemi operativi differenti contemporaneamente.
- Core: si intende il nome in codice del progetto alla base di quel particolare esemplare.

| Nome Commerciale | Data       | Socket | N°Core | Clock   | Molt. | Pr.Prod. | Voltag. | Watt | Bus     | Cache            | XD | 64 | HT | ST | VT | Core     |
| ---------------- | ---------- | ------ | ------ | ------- | ----- | -------- | ------- | ---- | ------- | ---------------- | -- | -- | -- | -- | -- | -------- |
| Celeron 420      | 3/giu/2007 | 775    | 1      | 1,6 GHz | 8x    | 65 nm    | 1,21 V  | 35 W | 800 MHz | L1=64KB L2=512KB | Sì | Sì | No | No | No | Conroe-L |
| Celeron 430      | 3/giu/2007 | 775    | 1      | 1,8 GHz | 9x    | 65 nm    | 1,21 V  | 35 W | 800 MHz | L1=64KB L2=512KB | Sì | Sì | No | No | No | Conroe-L |
| Celeron 440      | 3/giu/2007 | 775    | 1      | 2 GHz   | 10x   | 65 nm    | 1,21 V  | 35 W | 800 MHz | L1=64KB L2=512KB | Sì | Sì | No | No | No | Conroe-L |
| Celeron 450      | 2/set/2008 | 775    | 1      | 2,2 GHz | 11x   | 65 nm    | 1,21 V  | 35 W | 800 MHz | L1=64KB L2=512KB | Sì | Sì | No | No | No | Conroe-L |

## Rapida sostituzione del Celeron D con il nuovo Celeron 4xx
Al momento del lancio di queste nuove CPU, Intel ha immediatamente manifestato l'intenzione di sostituire rapidamente le soluzioni Celeron D, basate quindi su architettura NetBurst, entro la fine del 2007. In quel periodo infatti circa il 12% del totale delle CPU prodotte è stata commercializzata con il nome commerciale di Celeron (serie xxx).

## Il successore
A differenza di quanto avvenuto in passato, in cui il marchio Celeron è sopravvissuto per diversi anni, sembra che il nuovo processore Celeron (serie xxx) abbia già finito la propria evoluzione. Il 20 gennaio 2008 infatti ha debuttato il primo processore Celeron dotato di 2 core, commercializzato con il marchio Celeron Dual Core, in analogia a quanto già fatto con il Pentium Dual Core citato sopra.
Il Celeron (serie xxx) dovrebbe quindi essere l'ultima CPU single core prodotta da Intel e dovrebbe venir ritirato definitivamente ad aprile 2009, concludendo di fatto un'era.